# Deadpool 2
Deadpool 2 je americký superhrdinský film z roku 2018, založený na komiksových příbězích vydávaných nakladatelstvím Marvel Comics. Film produkovala a distribuovala společnost 20th Century Fox. Jedná se již o jedenáctý díl z filmové série X-Men. Režie se ujal David Leitch a na scénáři se podíleli Rhett Reese, Paul Wernick a Ryan Reynolds. Reynolds si ve filmu zopakoval titulní roli Deadpoola. Dále ve filmu hrají Josh Brolin, Morena Baccarin, Julian Dennison, Zazie Beetz, T.J. Miller, Brianna Hildebrand, Jack Kesy a Stefan Kapičić. Ve filmu Deadpool založí tým X-Force, aby ochránili mladého mutanta od Cableho.
Plány na natočení sequelu Deadpoola vznikly ještě před premiérou prvního filmu a sequel byl oficiálně potvrzen v únoru roku 2016. I přes to, že se původní kreativní tým Reynolds, Reese, Wernick a režisér Tim Miller vrátili k natáčení druhého filmu rychle, Miller projekt v říjnu 2016 opustil, kvůli kreativním rozdílům s Reynoldsem a byl brzy nahrazen režisérem Davidem Leitchem. Natáčení probíhalo v Britské Kolumbii v Kanadě od června do října roku 2017. Během natáčení kaskadérka Joi "SJ" Harris zemřela při nehodě na motorce. Kaskadérka zastupovala herečku Zazie Beetz.
Premiéra filmu byla ve Spojených státech 18. května 2018, v České republice měl film premiéru o den dříve. Film vydělal celosvětově přes 785 milionů dolarů a stal se tak devátým nejvýdělečnějším filmem roku 2018.

## Obsazení
- Ryan Reynolds jako Wade Wilson / Deadpool:
- Josh Brolin jako Nathan Summers / Cable:
- Morena Baccarin jako Vanessa, Wadeova snoubenka
- Julian Dennison jako Russell, mladý mutant
- Zazie Beetz jako Neena Thurman / Domino:
- T.J. Miller jako Weasel: Wadeův nejlepší kamarád
- Brianna Hildebrand jako Negasonic Teenage Warhead
- Jack Kesy jako Tom Cassidy
- Stefan Kapičić (hlas Colossuse)
- Leslie Uggams jako Blind Al
- Karan Soni jako Dopinder
- Terry Crews jako Bedlam
- Lewis Tan jako Shatterstar
- Rob Delaney jako Peter
- Shioli Kutsana jako členka X-Force
- Eddie Marsan jako člen X-Force
- Brad Pitt
- Bill Skarsgård jako člen X-Force